# 팔덴 갸초
팔덴 갸초(티베트어: དཔལ་ལྡན་རྒྱ་མཚོ་, 1933년 ~ 2018년 11월 30일)는 중국의 티베트인 불교 성직자이다.

## 생애
1933년 티베트 장쯔와 르카쩌 사이에 위치한 파남 마을에서 태어났다. 1943년에 불가에 귀의했으며, 제14대 달라이 라마의 초청을 받아 라싸 인근에 위치한 쩨뿡 사원에서 교육을 받았다. 1959년 티베트 봉기가 진압된 이후에 체포되었으며 33년동안 중국의 여러 감옥에서 고문을 받는 등 수감 생활을 해 왔다. 이는 티베트 정치범으로 수감된 인원 중 최장기간을 복역한 것이다.
1992년에 석방된 이후에 티베트 망명 정부가 위치한 인도 다람살라로 망명했으며, 석방 이후에도 티베트 승려로 활동하였다. 자서전 《눈 밑의 불》을 집필하였는데 그의 자서전은 여러 언어로 번역되어 나중에 영화로도 제작되었다. 1995년에는 유엔 인권 이사회를 방문했고, 2009년에는 노르웨이 오슬로 자유 포럼에서 강연회를 열었다. 2018년 11월 30일 인도 다람살라에서 사망했다.

## 같이 보기
- 정치범
- 양심수